# Hepialichneumon baimaensis
Hepialichneumon baimaensis är en stekelart som beskrevs av Zhiming Dong 1992. Hepialichneumon baimaensis ingår i släktet Hepialichneumon och familjen brokparasitsteklar. Inga underarter finns listade i Catalogue of Life.